# Zgornja Sveča
Zgornja Sveča este o localitate din comuna Majšperk, Slovenia, cu o populație de 82 de locuitori.